# Rumänien i Eurovision Song Contest 2015
Rumänien deltog i Eurovision Song Contest 2015 i Wien i Österrike.
Landets bidrag valdes genom Selecţia Naţională 2015, en nationell final anordnad av det rumänska programföretaget Televiziunea Română (TVR).

## Bakgrund
Det rumänska programföretag för tävlingen, som sänder händelsen i Rumänien och organiserar urvalsprocessen för ikraft, blir TVR. Rumänien har konsekvent valt deras bidrag till tävlingen via den nationella finalen Selecţia Naţională. För 2015 kommer det programföretag fortsätta välja det rumänska bidraget via ett nationellt val. 

## Format
Tävlingen arrangerades av Iuliana Marciuc och Bogdan Ghiţulescu med Liana Stanciu som ansvarig för den rumänska delegationen för andra året i rad. Mellan den 26 januari och 8 februari 2015 kunde artister och kompositörer skicka in sina bidrag till TVR. Totalt 93 bidrag mottogs i slutet, varav 79 var berättigade till ersättning. En expertkommitté bedömde de inkomna bidragen mellan den 9 och 11 februari 2015. Varje jurymedlem i kommittén betygsatt varje låt mellan 1 (lägst) och 10 (högst). Efter kombinationen av juryns röster de, de bästa tolv bidrag som fick högsta valdes för den nationella finalen. De konkurrerande poster tillkännagavs under en presskonferens den 12 februari 2015. Bland de tävlande artisterna fanns den tidigare Eurovision-deltagaren Luminiţa Anghel, som representerade Rumänien i Eurovision Song Contest 2005.

## Finalen
| Nr | Artist                       | Sång                  | Jurypoäng | telefonomröstning | Sammanlagt | Placering |
| -- | ---------------------------- | --------------------- | --------- | ----------------- | ---------- | --------- |
| 1  | Voltaj                       | "De la capăt"         | 12        | 12                | 24         | 1         |
| 2  | Băieții                      | "Dragoste în Lanțuri" | 0         | 0                 | 0          | 12        |
| 3  | Tudor Turcu                  | "Save Us"             | 5         | 8                 | 13         | 5         |
| 4  | Aurelian Temișan feat. Alexa | "Chica Latina"        | 2         | 3                 | 5          | 9         |
| 5  | Rodica Aculova               | "My Light"            | 0         | 0                 | 0          | 11        |
| 6  | Blue Noise                   | "Love Won't Run Away" | 7         | 7                 | 14         | 4         |
| 7  | Ovidiu Anton                 | "Still Alive"         | 10        | 5                 | 15         | 3         |
| 8  | Lara Lee                     | "Superman"            | 6         | 1                 | 7          | 7         |
| 9  | Super Trooper                | "Secret Place"        | 1         | 4                 | 5          | 10        |
| 10 | Luminița Anghel              | "A Million Stars"     | 8         | 10                | 18         | 2         |
| 11 | Cristina Vasiu               | "Nowhere"             | 3         | 2                 | 5          | 8         |
| 12 | CEJ                          | "We Were in Love"     | 4         | 6                 | 10         | 6         |

## Under Eurovision
Rumänien deltog i den 1:a semifinalen den 19 maj. De kom till final, hamnade på 15:e plats.